# Sergej Avdejev
Sergej Vasiljevitj Avdejev (Сергей Васильевич Авдеев, født den 1. januar 1956) er en tidligere russisk kosmonaut.
Avdejev blev født i Tjapajevsk, Samara oblast (tidligere Kujbysjev Oblast), Russiske SFSR. Han blev færdiguddannet fra Moskvas fysik-ingeniør-institut i 1979 som ingeniør-fysiker. Fra 1979 til 1987 arbejde han som ingeniør for RKK Energia, som er et selskab der udvikler rumskibe. Derfra blev han udvalgt til at være kosmonaut den 26. marts 1987. Hans grundlæggende træning som kosmonaut foregik fra december 1987 til juli 1989. Han trak sig tilbage som som kosmonaut den 14. februar 2003.
Avdejev har i 1993, 1995 og 1998 fløjet ud i rummet og har i alt været i omløb omkring Jorden i 747,59 dage, hvor han har ophold sig på rumstationen MIR. Han har rejst utrolige 11.968 gange rundt om Jorden, hvilket er omkring 515.000.000 kilometer. I august 2005 blev denne rekord overgået af Sergej K. Krikaljov. Avdejev har derudover været været på rumvandring i sammenlagt 42 timer og 2 minutter.